# Josef Ratajczak
Josef Ratajczak (Waterschei, 1 juli 1941) is een Belgisch dirigent, muziekpedagoog en fagottist.

## Levensloop
Ratajczak begon zijn muzieklessen aan de muziekacademie van Genk, waar hij als prijs de Medaille van de provincie Limburg voor fagot en kamermuziek won. Hij vervolgde zijn studies aan het Koninklijk Vlaams Conservatorium te Antwerpen en kreeg eerste prijzen voor solfège, transpositie, harmonie, kamermuziek, muziekgeschiedenis en fagot. Hier won hij ook de Linssen-Tervoren-prijs en kreeg een studiebeurs om zijn studies aan het Conservatoire de musique de Genève in Genève te voltooien. 
Naast zijn werkzaamheden als solofagottist en contrafagottist aan de Koninklijke Filharmonie van Vlaanderen in Antwerpen is of was hij ook als docent verbonden aan het Koninklijk Conservatorium van Gent.
Als dirigent is hij verbonden aan de Lier Concert Band, later genaamd Concertband voor Vlaanderen. Met deze band deed hij concertreizen naar Polen, Groot-Brittanië, Frankrijk, Oostenrijk en Spanje. In 1993 verzorgde de Lier Concert Band onder leiding van Ratajczak een galaconcert tijdens de 6e wereldconferentie van de World Association for Symphonic Bands and Ensembles (WASBE) te Valencia, Spanje. In 1995 wint hij het Certamen Internacional de Bandas de Musica in Valencia (seccion segunda) en wint hij bovendien de prijs van de stad Valencia. Daarmee werd de Concertband voor Vlaanderen de eerste Belgische band die ooit beide prijzen in de wacht kon slepen. 
Ratajczak is sinds 1988 lid van bestuur van het Muziek Verbond van België.